# 楊彥迪
楊彥迪（越南语：／，？—1688年），廣東高州府茂名人氏，家中排行第二，故亦名楊二。其為明末清初反清復明的軍事將領，時郑氏政权封為「廣東鎮守龍門水陸等處地方總兵官」。在吳三桂身故後，其與高雷廉總兵陳上川，率龍門部屬三千餘人及戰船五十餘艘，從欽州龍門羣島過海投奔廣南，是為明清之際廣西向海外遷徙的規模最大、組織最強、人數最多的政治性移民集團。

## 行狀
楊彥迪原為鄭成功的部將。根據《防城縣志》的記載，1661年，楊彥迪率部佔據廣東省欽州的龍門島，活躍於欽州、防城港一帶，成為海盜，並自稱楊王，被鄭經封為禮武鎮總兵。1663年，清朝派遣尚可喜前往征討，楊彥迪在體港戰敗。1669年再次戰敗，退至大風江海面。
三藩之亂爆發後， 1677年，楊彥迪奉明鄭王朝首領鄭經之命，再次出兵攻佔龍門島。1679年，清軍攻佔龍門島。根據《嘉定城通志》記載，楊彥迪見恢復明朝無望，遂在1679年正月同副將黃進率部三千人逃往廣南國，請求阮福瀕給予庇護。陳荊和教授根據英國東印度公司東京商館日誌和日本資料，認為楊彥迪在1679年時仍在廣東省龍門停留，直至1683年清軍渡海攻臺前後才前往廣南國。
1682 年 3 月，楊彥迪的艦隊駛往越南離開清朝，首次出現在 越南北部 的 東京 海岸附近。據越南人記載，越南黎朝大臣武惟志想出一個擊敗中國海盜的計劃，派300多名越南美女，她們是美麗的歌女和拿著紅手帕的妓女。在小船上的中國海盜帆船。中國海盜和越南北部女孩發生性關係，但越南婦女隨後用手帕沾濕了中國海盜船的槍管。然後他們乘坐同一條船離開。越南海軍隨後襲擊了無法用濕炮還擊的中國海盜船隊。中國海盜船隊原本有206艘帆船，到了南越的廣南和湄公河三角洲時，已經減少到50-80艘。與北越婦女發生性關係的中國海盜也可能將一種致命的流行病從中國傳播給了越南人，從而蹂躪了北越的東京政權。法國和中國的消息來源說，颱風導致船隻和疾病的損失。 "58  时有北国人驾海舟百余艘来我国之洪潭。命公进讨 . 公用出女子计,觅花娘桃娘约三百余,放下贼艘,托为弄月醉花之状,密教各把红巾一幅,浸以水,乘夜索艘间 × 口,取湿巾水滴入,仍各依从 小 船 回去 。 次日 陈船 排开 一 字交射 ,贼 仓忙 取 × 应 之, 射 不 发 , 揚帆 遁 去 ,官军大 捷 ” 。
面對楊彥迪庇護的請求，阮福瀕將他們安置到了尚未納入廣南國直接統治的水真臘東浦之地（今同奈省、胡志明市和隆安省一帶）。楊彥迪率部在邊和、定祥等地建立村莊和城市，使當地成為了貿易繁華之地，也為廣南國日後接管東浦，建立政權打下了基礎。
1688年，黃進殺楊彥迪，反抗柬埔寨國王。柬埔寨王吉·哲塔四世（匿螉秋）也築城防備，拒絕向廣南臣服。阮福溙派兵討伐，設計殺死黃進，吞併了該地區。

## 相關人物
- 陳上川
- 鄚玖

## 外部連結
- 广西防城港市发现一座被人遗忘的神秘的皇城[永久]